# Lac Bazile (Mont-Élie)
Pour les articles homonymes, voir Bazile.
Le lac Bazile est un plan d'eau du bassin versant de la rivière Petit Saguenay, dans le territoire non organisé de Mont-Élie, dans la MRC Charlevoix-Est de la région administrative Capitale-Nationale, au Québec, au Canada.
Une route forestière longe la rive sud du lac Bazile. Une autre route forestière longe la partie nord-est du lac. Ces routes rejoignent vers le nord le chemin Périgny.
La foresterie constitue la principale activité économique du secteur; les activités récréotouristiques, en second.[réf. nécessaire]
La surface du lac Bazile est habituellement gelée de la fin novembre au début avril, toutefois la circulation sécuritaire sur la glace se fait généralement de la mi-décembre à la fin mars.[réf. nécessaire]

## Géographie
Les principaux bassins versants voisins du lac Bazile sont :
- côté nord : bras à Pierre ;
- côté est : rivière Petit Saguenay ;
- côté sud : ruisseau du Pont, rivière Malbaie ;
- côté ouest : ruisseau Épinglette, coulée du Bazile, rivière Malbaie[2].

Le lac Bazile comporte une longueur de 3,8 km et une largeur de 1,6 km. Ce lac épouse la forme d'un dos de tortue.
L'embouchure du lac Bazile est située à :
- 1,3 km à l'ouest du lac des Caleçons ;
- 6,8 km à l'ouest du lac au Bouleau ;
- 22,8 km au sud-ouest du village de Sagard où passe la route 170 ;
- 31,9 km au sud de l'embouchure de la rivière Petit Saguenay à L'Anse-Saint-Jean[2].

À partir de l'embouchure du lac Bazile, le courant descend le ruisseau Bazile sur 10,3 km vers l'est en traversant le Lac des Caleçons (longueur : 2,2 km) et le lac Fraser, jusqu'à la rive Ouest du lac au Sable ; le courant traverse alors ce lac sur 0,9 km vers le nord jusqu'à son embouchure ; puis le courant descent la rivière Petit Saguenay sur 44,4 km vers le nord-est, puis vers le nord jusqu'à la rive sud de la rivière Saguenay que le courant traverse sur 36,6 km vers l'est jusqu'à Tadoussac où cette dernière rivière se déverse dans le fleuve Saint-Laurent.

## Toponymie
Le terme Bazile s'avère un prénom d'origine française.
Le toponyme lac Bazile a été officialisé le 5 décembre 1968 par la Commission de toponymie du Québec.